# Cantó de Nogent-le-Rotrou
El cantó de Nogent-le-Rotrou és un cantó francès del departament d'Eure i Loir, situat al districte de Nogent-le-Rotrou. Té 10 municipis i el cap és Nogent-le-Rotrou.

## Municipis
- Argenvilliers
- Brunelles
- Champrond-en-Perchet
- La Gaudaine
- Margon
- Nogent-le-Rotrou
- Saint-Jean-Pierre-Fixte
- Souancé-au-Perche
- Trizay-Coutretot-Saint-Serge
- Vichères

## Història
| Data d'elecció                           | Identitat         | Partit                     | Qualitat |
| ---------------------------------------- | ----------------- | -------------------------- | -------- |
| 1945-1949                                | Louis Aveline     | radical                    |          |
| 1949-19..                                | M. Ducœurjoli     | RI                         |          |
| 19..-1967                                | M. Moulin         | Divers droite              |          |
| 1967-1985                                | Robert Huwart     | Divers gauche, després MRG |          |
| 1985-1998                                | Patrick Hoguet    | UDF                        |          |
| 1998-                                    | Philippe Ruhlmann | Divers gauche              |          |
| les dades anteriors no són pas conegudes |                   |                            |          |
|                                          |                   |                            |          |

## Demografia
| A partir de 1990: Població sense dobles comptes |